# Araucaria nemorosa
Araucaria nemorosa ist eine Pflanzenart aus der Gattung der Araukarien (Araucaria). Es handelt sich um einen vom Aussterben bedrohten Endemiten der zu Neukaledonien gehörenden Insel Grande Terre.

## Beschreibung
Araucaria nemorosa wächst als immergrüner Baum, der Wuchshöhen von bis zu 15 Metern erreichen kann. Die Krone ist oval bis konisch geformt. Die Äste werden 8 bis 12 Millimeter dick.
An jungen Exemplaren sind die relativ dicken Blätter schuppenartig und einwärts gebogen. Sie sind lanzettlich geformt. An älteren Exemplaren sind die sich dachziegelartig überdeckenden, schuppenartigen Blätter bei einer Länge von 6 bis 10 Millimeter und einer Breite von 1,5 bis 3 Millimeter lanzettlich mit einer ausgeprägten Mittelrippe. Die eingekrümmte Spitze ist spitz oder stumpf.
Die männlichen Blütenzapfen sind bei einer Länge von rund 8 Zentimeter und einem Durchmesser von rund 1,4 Zentimeter zylindrisch geformt. Sie enthalten dreieckige Mikrosporophylle mit sechs Pollensäcken. Die weiblichen Zapfen sind bei einer Länge von rund 11 Zentimeter und einem Durchmesser von 5 bis 9 Zentimeter eiförmig geformt. Der Samen wird rund 3 Zentimeter lang und besitzt einen breit-eiförmigen Flügel. Die Sämlinge bilden vier Keimblätter (Kotyledonen) aus.

## Vorkommen
Das natürliche Verbreitungsgebiet von Araucaria nemorosa liegt im Umland von Port Boise. Weitere Vorkommen soll es zwischen Cap Ndoua und Cap Reine Charlotte geben. Keiner der Bestände liegt mehr als zwei Kilometer von der Küste entfernt.
Araucaria nemorosa gedeiht in Höhenlagen zwischen 20 und 185 Metern. Die jährliche Niederschlagsmenge liegt zwischen 2500 und 3000 Millimeter. Die Art wächst auf Böden, die sich auf ultramafischem Gestein, insbesondere Peridotit, entwickeln. Sie kommt hauptsächlich in immergrünen Wäldern entlang der Küste vor.

## Systematik
Araucaria nemorosa gehört zur Sektion Eutacta innerhalb der Gattung der Araukarien (Araucaria). Die Erstbeschreibung als Araucaria nemorosa erfolgte 1969 durch David John de Laubenfels  in Travaux du Laboratorie Forestier de Toulouse, 1 (5–8), art. 5, S. 1.

## Gefährdung und Schutz
Araucaria nemorosa wird in der Roten Liste der IUCN als „vom Aussterben bedroht“ geführt. Die Gesamtpopulation umfasst weniger als 5000 Bäume. Als Hauptgefährdungsgrund werden der Bergbau und die damit verbundenen Aktivitäten wie Straßenbau und Abraumlager genannt. Weiters stellen Waldbrände, der Siedlungsbau sowie Holzschlägerungen eine Gefahr dar. Neueren Untersuchungen zufolge findet man in allen Bestände Hinweise auf Inzucht.